# مارتن بويل
مارتن بويل (بالإنجليزية: Martin Bloody Boyle)‏ (25 أبريل 1993 في المملكة المتحدة - ) هو لاعب كرة قدم بريطاني في مركز لاعب متعدد الاستخدامات. شارك مع منتخب اسكتلندا تحت 16 سنة لكرة القدم. أما مع النوادي، فقد لعب مع نادي دندي ونادي هيبرنيان ونادي مونتروز لكرة القدم ونادي الفيصلي السعودي.

## مسيرته الكروية
لعب مارتن بويل خلال مسيرته الاحترافية مع 3 أندية في ثلاثة عشر موسمًا وسجل خلالها 69 هدفًا ضمن 283 مباراة. حيث فاز في موسم واحد بالكأس ولم يفز بأي دوري.
خاض مارتن بويل مسيرته مع نادي مونتروز لكرة القدم في موسم 2009–10 ليلعب معه أربعة مواسم، مشاركًا في 79 مباراة سجل خلالها 34 هدفًا. ثم انتقل إلى نادي دندي في موسم 2013–14 ولمدة موسمين، حيث شارك في 56 مباراة سجل خلالها 4 أهداف. لينتقل بعدها إلى نادي هيبرنيان في موسم 2014–15 ليلعب معه ستة مواسم، مشاركًا في 148 مباراة سجل خلالها 31 هدفًا.

## وصلات خارجية
- مارتن بويل على موقع قاعدة بيانات كرة القدم.إي يو (الإنجليزية)
- مارتن بويل على موقع ناشيونال فوتبول تيمز (الإنجليزية)
- مارتن بويل على موقع Soccerbase.com (لاعب) (الإنجليزية)
- مارتن بويل على موقع Soccerway.com (الإنجليزية)
- مارتن بويل على موقع عالم كرة القدم.نت (الإنجليزية)